# Проспект Алішера Навої
Проспе́кт Аліше́ра Навої́ — проспект у Дніпровському районі міста Києва, пролягає біля житлових масивів Воскресенка та Північно-Броварський. Простягається від Миропільської вулиці і вулиці Остафія Дашкевича до Райдужної вулиці.
Прилучаються вулиці Князя Романа Мстиславича, Воскресенська та Воскресенський проспект.

## Історія
Проспект виник у 1960-х роках як частина Миропільської вулиці. Виділений як окрема вулиця під сучасною назвою у 1968 році. Названий на честь Алішера Навої, середньовічного узбецького поета. 
Іноді помилково називається вулицею. Дуже багато вуличних показників мають назву вулиця, а не проспект. 

## Установи
- № 1а — Деснянська водопровідна станція;
- № 1б — Воскресенський ринок;
- № 3 — Дитяча клінічна лікарня № 2;
- № 78а — Дитячий садок № 461.